# Луков (Бардјејов)
Луков (слч. Lukov) насељено је мјесто са административним статусом сеоске општине (слч. obec) у округу Бардјејов, у Прешовском крају, Словачка Република.

## Становништво
| Година:    | 1994. | 2004.    | 2014.   | 2024.   |
| ---------- | ----- | -------- | ------- | ------- |
| Број људи: | 454   | 576      | 618     | 663     |
| Разлика:   |       | +26,87 % | +7,29 % | +7,28 % |

| Година:    | 2023. | 2024.   |
| ---------- | ----- | ------- |
| Број људи: | 649   | 663     |
| Разлика:   |       | +2,15 % |

Према подацима о броју становника из 2024. године насеље је имало 663 становника.